# Eilema ardens
Eilema ardens là một loài bướm đêm thuộc phân họ Arctiinae, họ Erebidae. Loài này được Arthur Gardiner Butler mô tả vào năm 1822. Chúng được tìm thấy ở Madagascar.